# 大前憲三郎
大前 憲三郎（おおまえ けんざぶろう、1893年（明治26年）11月26日 - 1952年（昭和27年）4月23日）は、大日本帝国陸軍軍人。最終階級は陸軍中将。

## 経歴
奈良県十津川村湯之原に大前憲保の三男として生まれる。湯之原尋常小学校を卒業し、1912年（明治45年）十津川中学文武館（現奈良県立十津川高等学校）に学び、卒業後伏見の工兵第十六大隊に士官候補生として入隊。1915年（大正4年）5月25日に陸軍士官学校（27期）を卒業し、同年12月25日に工兵少尉に任ぜられ、工兵第十六大隊付となる。1916年（大正5年）11月27日に陸軍砲工学校（24期）高等科を卒業し、更に員外学生として在学。1919年（大正8年）4月15日に工兵中尉に昇進、1922年（大正11年）3月31日には東京帝国大学理学部物理学科を卒業した。
1924年（大正13年）8月20日に工兵大尉に昇進し陸軍築城部本部部員等を経て、1925年（大正14年）5月1日に陸軍砲工学校教官兼任となる。1931年（昭和6年）8月1日工兵少佐に昇進し陸地測量部班長に補せられる。1935年（昭和10年）8月1日工兵中佐に昇進し、陸軍技術本部部員等を経て、陸地測量部三角科長在任中の1938年（昭和13年）7月15日に工兵大佐に昇進。
その後、独立工兵第二十五連隊長を経て、西部軍兵器部長在任中の1942年（昭和17年）8月1日に陸軍少将に昇進。更に陸地測量部長を歴任し、1945年（昭和20年）4月30日に陸軍中将に昇進し終戦を迎えた。
1947年（昭和22年）11月28日、公職追放仮指定を受けた。

## 栄典
- 1916年（大正5年）3月20日 - 正八位[14]
- 1919年（大正8年）6月20日 - 従七位[15]
- 1924年（大正13年）8月15日 - 正七位[16]
- 1929年（昭和4年）
  - 7月27日 - 勲六等瑞宝章[17]
  - 10月1日 - 従六位[18]
- 1934年（昭和9年）
  - 2月7日 - 勲五等瑞宝章[19]
  - 3月1日 - 満州帝国：大満洲国建国功労章[20]
  - 4月29日 - 勲四等旭日小綬章・昭和六年乃至九年事変従軍記章[21]
  - 11月1日 - 正六位[22]
- 1938年（昭和13年）
  - 9月1日 - 従五位[23]
  - 9月7日 - 勲三等瑞宝章[24]

## 著作
- 大前憲三郎、熱海景良、鈴木猶吉、園部蔀『陸地測量学』岩波書店、東京、1940年。